# Khalid Sebil
Khalid Sebil Ibrahim Ahmad Laszkari (ur. 22 czerwca 1987) – emiracki piłkarz występujący na pozycji obrońcy w drużynie Al-Jazira.

## Kariera piłkarska
Khalid Sebil od 2008 gra w zespole Al-Jazira. Wcześniej reprezentował barwy klubu Al-Nassr. W 2008 zadebiutował w reprezentacji Zjednoczonych Emiratów Arabskich. W 2011 został powołany do kadry na Puchar Azji rozgrywany w Katarze. Jego drużyna zajęła ostatnie miejsce w grupie i nie awansowała do dalszej fazy.